# BGB (emulador)
BGB es un emulador de la portátil Game Boy de Nintendo para Windows . La diferencia de este emulador respecto a la consola original es que la pantalla parece más cromática, del color casi verde.
El programa soporta la emulación de la GameBoy, GameBoy Color y Super Gameboy. También incluye un depurador con varias opciones 
como ensamblador, desensamblador, breakpoints, visor de registros y de la VRAM entre otras opciones.